# Torneo Nacional de Ascenso 1993-94
La temporada 1993-94 del Torneo Nacional de Ascenso fue la segunda edición del torneo argentino de segundo nivel para equipos de baloncesto. El torneo contó con dieciséis equipos, incluyendo a Independiente de Neuquén y a Banco de Córdoba que descendieron desde la anterior Liga Nacional.
El campeón fue Deportivo Valle Inferior de Río Negro, que derrotó en la final a Pico Foot Ball Club y obtuvo el ascenso directo. Por su parte, el equipo pampeano disputó un repechaje ante Gimnasia de Pergamino por una plaza en la siguiente Liga Nacional, lugar que quedó en manos del equipo pergaminense, el cual desistió luego de participar en la temporada siguiente.[cita requerida]

## Equipos participantes
| Club                         | Procedencia                      | Estadio           |
| Belgrano                     | San Nicolás, Buenos Aires        |                   |
| Deportivo Madryn             | Puerto Madryn, Chubut            | Palacio Aurinegro |
| River Plate                  | Ciudad de Buenos Aires           |                   |
| Luz y Fuerza                 | Posadas, Misiones                |                   |
| Libertad                     | Sunchales, Provincia de Santa Fe |                   |
| SIDERCA                      | Campana, Buenos Aires            |                   |
| Pico FC                      | General Pico, La Pampa           |                   |
| La Unión                     | Colón, Entre Ríos                |                   |
| Obras Sanitarias             | Ciudad de Buenos Aires           | Obras Sanitarias  |
| Deportivo Valle Inferior     | Viedma, Río Negro                | Sol de Mayo       |
| Mendoza de Regatas           | Mendoza, Mendoza                 |                   |
| Alma Juniors                 | Esperanza, Santa Fe              |                   |
| Ateneo Popular de Versailles | Ciudad de Buenos Aires           |                   |
| Lanús                        | Lanús, Buenos Aires              |                   |
| San Andrés                   | Malaver, Buenos Aires            |                   |
| Sportivo Pilar               | Pilar, Buenos Aires              |                   |

## Desarrollo del torneo

### Primera Fase
| Equipo | Equipo                 | PJ | PG | PP | Pts |
| ------ | ---------------------- | -- | -- | -- | --- |
| 1.°    | Libertad               | 14 | 9  | 5  | 23  |
| 2.°    | Siderca                | 14 | 8  | 6  | 22  |
| 3.°    | La Unión (Colón)       | 14 | 8  | 6  | 22  |
| 4.°    | Luz y Fuerza (Posadas) | 14 | 7  | 7  | 21  |
| 5.°    | Belgrano (San Nicolás) | 14 | 6  | 8  | 20  |
| 6.°    | Sportivo Pilar         | 14 | 7  | 7  | 20  |
| 7.°    | Alma Juniors           | 14 | 6  | 8  | 19  |
| 8.°    | Deportivo San Andrés   | 14 | 5  | 9  | 19  |

| Equipo | Equipo                       | PJ | PG | PP | Pts |
| ------ | ---------------------------- | -- | -- | -- | --- |
| 1.°    | Mendoza de Regatas           | 14 | 10 | 4  | 24  |
| 2.°    | Deportivo Madryn             | 14 | 9  | 5  | 23  |
| 3.°    | River Plate                  | 14 | 9  | 5  | 23  |
| 4.°    | Deportivo Valle Inferior     | 14 | 9  | 5  | 23  |
| 5.°    | Pico FC                      | 14 | 8  | 6  | 22  |
| 6.°    | Lanús                        | 14 | 7  | 7  | 21  |
| 7.°    | Ateneo Popular de Versailles | 14 | 3  | 11 | 17  |
| 8.°    | Obras Sanitarias             | 14 | 1  | 13 | 15  |

|  | Clasificado al TNA 1. |
|  | Clasificado al TNA 2. |

### Segunda Fase
| Equipo | Equipo                   | PJ | PG | PP | Pts |
| ------ | ------------------------ | -- | -- | -- | --- |
| 1.°    | Mendoza de Regatas       | 14 | 10 | 4  | 24  |
| 2.°    | Luz y Fuerza (Posadas)   | 14 | 9  | 5  | 23  |
| 3.°    | Deportivo Valle Inferior | 14 | 9  | 5  | 23  |
| 4.°    | River Plate              | 14 | 8  | 6  | 22  |
| 5.°    | Libertad                 | 14 | 6  | 8  | 20  |
| 6.°    | Deportivo Madryn         | 14 | 6  | 8  | 20  |
| 7.°    | Siderca                  | 14 | 4  | 10 | 18  |
| 8.°    | La Unión (Colón)         | 14 | 4  | 10 | 18  |

| Equipo | Equipo                       | PJ | PG | PP | Pts |
| ------ | ---------------------------- | -- | -- | -- | --- |
| 9.°    | Pico FC                      | 14 | 10 | 4  | 24  |
| 10.°   | Lanús                        | 14 | 9  | 5  | 23  |
| 11.°   | Sportivo Pilar               | 14 | 8  | 6  | 22  |
| 12.°   | Ateneo Popular de Versailles | 14 | 6  | 8  | 20  |
| 13.°   | Alma Juniors                 | 14 | 6  | 8  | 20  |
| 14.°   | Deportivo San Andrés         | 14 | 6  | 8  | 20  |
| 15.°   | Belgrano (San Nicolás)       | 14 | 6  | 8  | 19  |
| 16.°   | Obras Sanitarias             | 14 | 5  | 9  | 19  |

|  | Clasificado a cuartos de final.   |
|  | Clasificado a la reclasificación. |
|  | Disputa la Zona Permanencia       |

### Tercera fase; play-offs

#### Reclasificación
|  | Llave 1 |                              |   |  |
|  |         |                              |   |  |
|  | 5.º     | Libertad                     | 3 |  |
|  | 5.º     | Libertad                     | 3 |  |
|  | 12.º    | Ateneo Popular de Versailles | 2 |  |
|  | 12.º    | Ateneo Popular de Versailles | 2 |  |

|  | Llave 2 |                  |   |  |
|  |         |                  |   |  |
|  | 6.º     | Deportivo Madryn | 3 |  |
|  | 6.º     | Deportivo Madryn | 3 |  |
|  | 11.º    | Sportivo Pilar   | 1 |  |
|  | 11.º    | Sportivo Pilar   | 1 |  |

|  | Llave 3 |         |   |  |
|  |         |         |   |  |
|  | 7.º     | Siderca | 3 |  |
|  | 7.º     | Siderca | 3 |  |
|  | 10.º    | Lanús   | 0 |  |
|  | 10.º    | Lanús   | 0 |  |

|  | Llave 4 |          |   |  |
|  |         |          |   |  |
|  | 8.º     | La Unión | 1 |  |
|  | 8.º     | La Unión | 1 |  |
|  | 9.º     | Pico FC  | 3 |  |
|  | 9.º     | Pico FC  | 3 |  |

#### Permanencia
|  | Cuartos de final | Cuartos de final             | Cuartos de final |                      |      | Semifinales                  | Semifinales                  | Semifinales |  |  | Descenso | Descenso | Descenso |  |
|  |                  |                              |                  |                      |      |                              |                              |             |  |  |          |          |          |  |
|  |                  |                              |                  |                      |      |                              |                              |             |  |  |          |          |          |  |
|  | 9.º              | La Unión                     | 3                |                      |      |                              |                              |             |  |  |          |          |          |  |
|  | 9.º              | La Unión                     | 3                |                      |      |                              |                              |             |  |  |          |          |          |  |
|  | 16.º             | Obras Sanitarias             | 0                |                      |      |                              |                              |             |  |  |          |          |          |  |
|  | 16.º             | Obras Sanitarias             | 0                |                      | 12.º | Ateneo Popular de Versailles | 1                            |             |  |  |          |          |          |  |
|  |                  |                              |                  |                      | 12.º | Ateneo Popular de Versailles | 1                            |             |  |  |          |          |          |  |
|  |                  |                              | 16.º             | Obras Sanitarias     | 3    |                              |                              |             |  |  |          |          |          |  |
|  | 12.º             | Ateneo Popular de Versailles | 16.º             | Obras Sanitarias     | 3    | 1                            |                              |             |  |  |          |          |          |  |
|  | 12.º             | Ateneo Popular de Versailles |                  |                      |      |                              |                              |             |  |  |          |          |          |  |
|  | 13.º             | Alma Juniors                 | 3                |                      |      |                              |                              |             |  |  |          |          |          |  |
|  | 13.º             | Alma Juniors                 | 3                |                      |      |                              | Ateneo Popular de Versailles |             |  |  |          |          |          |  |
|  |                  |                              |                  |                      |      |                              |                              |             |  |  |          |          |          |  |
|  |                  |                              | Lanús            |                      |      |                              |                              |             |  |  |          |          |          |  |
|  | 11.º             | Sportivo Pilar               | 3                |                      |      |                              |                              |             |  |  |          |          |          |  |
|  | 11.º             | Sportivo Pilar               | 3                |                      |      |                              |                              |             |  |  |          |          |          |  |
|  | 14.º             | Deportivo San Andrés         | 1                |                      |      |                              |                              |             |  |  |          |          |          |  |
|  | 14.º             | Deportivo San Andrés         | 1                |                      | 14.º | Lanús                        | 1                            |             |  |  |          |          |          |  |
|  |                  |                              |                  |                      | 14.º | Lanús                        | 1                            |             |  |  |          |          |          |  |
|  |                  |                              | 15.º             | Deportivo San Andrés | 3    |                              |                              |             |  |  |          |          |          |  |
|  | 10.º             | Lanús                        | 15.º             | Deportivo San Andrés | 3    | 1                            |                              |             |  |  |          |          |          |  |
|  | 10.º             | Lanús                        |                  |                      |      |                              |                              |             |  |  |          |          |          |  |
|  | 15.º             | Belgrano                     | 3                |                      |      |                              |                              |             |  |  |          |          |          |  |
|  | 15.º             | Belgrano                     | 3                |                      |      |                              |                              |             |  |  |          |          |          |  |
|  |                  |                              |                  |                      |      |                              |                              |             |  |  |          |          |          |  |

El resultado que figura en cada serie es la suma de los partidos ganados por cada equipo.
El equipo que figura primero en cada llave es el que obtuvo la ventaja de localía.
- Lanús y Ateneo Popular de Versaiiles descienden a la Liga Nacional B.

#### Campeonato
|  | Cuartos de final | Cuartos de final   | Cuartos de final |                     |     | Semifinales    | Semifinales | Semifinales |  |     | Final          | Final | Final |  |
|  |                  |                    |                  |                     |     |                |             |             |  |     |                |       |       |  |
|  |                  |                    |                  |                     |     |                |             |             |  |     |                |       |       |  |
|  | 1.º              | Mendoza de Regatas | 1                |                     |     |                |             |             |  |     |                |       |       |  |
|  | 1.º              | Mendoza de Regatas | 1                |                     |     |                |             |             |  |     |                |       |       |  |
|  | 8.º              | Pico FC            | 3                |                     |     |                |             |             |  |     |                |       |       |  |
|  | 8.º              | Pico FC            | 3                |                     | 1.º | River Plate    | 0           |             |  |     |                |       |       |  |
|  |                  |                    |                  |                     | 1.º | River Plate    | 0           |             |  |     |                |       |       |  |
|  |                  |                    | 5.º              | Pico FC             | 3   |                |             |             |  |     |                |       |       |  |
|  | 4.º              | River Plate        | 5.º              | Pico FC             | 3   | 3              |             |             |  |     |                |       |       |  |
|  | 4.º              | River Plate        |                  |                     |     |                |             |             |  |     |                |       |       |  |
|  | 5.º              | Libertad           | 2                |                     |     |                |             |             |  |     |                |       |       |  |
|  | 5.º              | Libertad           | 2                |                     |     |                |             |             |  | 1.º | Valle Inferior | 3     |       |  |
|  |                  |                    |                  |                     |     |                |             |             |  | 1.º | Valle Inferior | 3     |       |  |
|  |                  |                    | 6.º              | Pico Foot-Ball Club | 2   |                |             |             |  |     |                |       |       |  |
|  | 2.º              | Valle Inferior     | 6.º              | Pico Foot-Ball Club | 2   | 3              |             |             |  |     |                |       |       |  |
|  | 2.º              | Valle Inferior     |                  |                     |     |                |             |             |  |     |                |       |       |  |
|  | 7.º              | Deportivo Madryn   | 1                |                     |     |                |             |             |  |     |                |       |       |  |
|  | 7.º              | Deportivo Madryn   | 1                |                     | 6.º | Valle Inferior | 3           |             |  |     |                |       |       |  |
|  |                  |                    |                  |                     | 6.º | Valle Inferior | 3           |             |  |     |                |       |       |  |
|  |                  |                    | 7.º              | Siderca             | 2   |                |             |             |  |     |                |       |       |  |
|  | 3.º              | Luz y Fuerza       | 7.º              | Siderca             | 2   | 1              |             |             |  |     |                |       |       |  |
|  | 3.º              | Luz y Fuerza       |                  |                     |     |                |             |             |  |     |                |       |       |  |
|  | 6.º              | Siderca            | 3                |                     |     |                |             |             |  |     |                |       |       |  |
|  | 6.º              | Siderca            | 3                |                     |     |                |             |             |  |     |                |       |       |  |
|  |                  |                    |                  |                     |     |                |             |             |  |     |                |       |       |  |

El resultado que figura en cada serie es la suma de los partidos ganados por cada equipo.
El equipo que figura primero en cada llave es el que obtuvo la ventaja de localía.

#### Final por el ascenso
Referencia: Guía oficial 2015/16.
|           | Deportivo Valle Inferior | 99–87 | Pico FC | Viedma                        |  |  |
|           |                          |       |         |                               |  |  |
|           |                          |       |         | Pabellón: Estadio Sol de Mayo |  |  |
| serie 1-0 |                          |       |         |                               |  |  |
|           |                          |       |         |                               |  |  |

|           | Deportivo Valle Inferior | 79–86 | Pico FC | Viedma                        |  |  |
|           |                          |       |         |                               |  |  |
|           |                          |       |         | Pabellón: Estadio Sol de Mayo |  |  |
| serie 1-1 |                          |       |         |                               |  |  |
|           |                          |       |         |                               |  |  |

|           | Pico FC | 95–76 | Deportivo Valle Inferior | General Pico |  |  |
|           |         |       |                          |              |  |  |
|           |         |       |                          |              |  |  |
| serie 2-1 |         |       |                          |              |  |  |
|           |         |       |                          |              |  |  |

|           | Pico FC | 70–95 | Deportivo Valle Inferior | General Pico |  |  |
|           |         |       |                          |              |  |  |
|           |         |       |                          |              |  |  |
| serie 2-2 |         |       |                          |              |  |  |
|           |         |       |                          |              |  |  |

|           | Deportivo Valle Inferior | 90–68 | Pico FC | Viedma                        |  |  |
|           |                          |       |         |                               |  |  |
|           |                          |       |         | Pabellón: Estadio Sol de Mayo |  |  |
| serie 3-2 |                          |       |         |                               |  |  |
|           |                          |       |         |                               |  |  |

## Posiciones finales
Referencia: Guía oficial 2015/16.
| Equipo | Equipo                       | PJ | PG | PP | Pts |
| ------ | ---------------------------- | -- | -- | -- | --- |
| 1.º    | Valle Inferior (C)           | 42 | 27 | 15 | 69  |
| 2.º    | Pico FC                      | 44 | 29 | 15 | 73  |
| 3.º    | River Plate                  | 36 | 20 | 16 | 56  |
| 4.º    | Siderca                      | 40 | 20 | 20 | 60  |
| 5.º    | Mendoza de Regatas           | 32 | 21 | 11 | 53  |
| 6.º    | Luz y Fuerza (Posadas)       | 32 | 17 | 15 | 49  |
| 7.º    | Libertad                     | 38 | 20 | 18 | 58  |
| 8.º    | Deportivo Madryn             | 36 | 19 | 17 | 55  |
| 9.º    | La Unión (Colón)             | 35 | 16 | 19 | 51  |
| 10.º   | Sportivo Pilar2              | 36 | 19 | 17 | 54  |
| 11.º   | Alma Juniors2                | 32 | 15 | 17 | 46  |
| 12.º   | Belgrano (San Nicolás) 2     | 32 | 15 | 17 | 46  |
| 13.º   | Deportivo San Andrés         | 36 | 15 | 21 | 51  |
| 14.º   | Obras Sanitarias             | 35 | 9  | 26 | 44  |
| 15.º   | Lanús                        | 39 | 18 | 21 | 57  |
| 16.º   | Ateneo Popular de Versailles | 41 | 13 | 28 | 54  |

| (C) | En negritas y denotado el equipo campeón              |
|     | Campeón de la categoría, asciende a la Liga Nacional. |
|     | Desciende a la Liga Nacional B.                       |

2: Sufrió el descuento de un (1) punto por resolución del Tribunal de Disciplina.

## Equipo campeón
Referencia.
- Leonardo Sandón
- Mauricio Beltramella
- Alejandro Alegretti
- Pablo Hoya
- Donald Jones
- Nico Zágari
- Luciano Saborido
- Mario Cecilio Pereyra
- José Grondoso
- Guillermo Méndez
- Luciano Repupilli

DT: Darío Buzzo.